# The Lego Movie
The Lego Movie (Nederlands: De Lego Film) is een Amerikaanse komische 3D-film uit 2014 van Phil Lord en Christopher Miller met in de originele versie de stemmen van onder meer Chris Pratt en Elizabeth Banks. In de Nederlandstalige versie zijn de stemmen van onder meer Kees Tol en Georgina Verbaan te horen. De film bestaat grotendeels uit met de computer geanimeerde beelden van op LEGO gebaseerde personages en omgevingen, maar bevat ook een klein gedeelte live-action. In de film zijn in totaal 15.080.330 (virtuele) legoblokjes gebruikt.

## Verhaal
Aan het begin van de film slaagt tovenaar Vitruvius (stem Morgan Freeman) er niet in om een "Kragle" geheten superwapen (een tube "Krazy Glue" met enkele afgesleten letters) uit handen te houden van de gemene Lord Business (Will Ferrell), maar hij uit de voorspelling dat een persoon aangeduid als "Special" het "Piece of Resistance" (het dopje van de lijmtube) zal vinden waarmee de Kragle gestopt kan worden.
Jaren later vindt de gewone bouwvakker Emmet (Chris Pratt) dit stuk, maar hij wordt gevangengenomen door de handlanger van Business, Bad Cop (Liam Neeson). One Wyldstyle (Elizabeth Banks) redt hem en zegt dat ze allebei Master Builders zijn, die alles kunnen bouwen zonder handleiding, terwijl Business alle creativiteit wil onderdrukken. Samen met andere Master Builders vechten ze tegen Business. Later blijkt dat het hele verhaal zich afspeelt in de fantasie van een Lego-spelende jongen, Finn, wiens vader (ook Will Ferrell) op wie Lord Business was gebaseerd, zo hebzuchtig en jaloers is op de creaties van zijn zoon, dat wil volgens de handleiding zijn hele collectie perfect wil houden, denkend dat Lego-speelgoed alleen voor volwassenen is.

## Rolverdeling
| Acteur             | Personage                                                                   | Opmerkingen | Nederlandse stemmen | Vlaamse stemmen    |
| ------------------ | --------------------------------------------------------------------------- | --- | ------------------- | ------------------ |
| Chris Pratt        | Emmet Brickowoski (stem) Cool Beach Dude (stem)                             | Emmet is bouwvakker en Master Builder (de "Special").                                                                                                 | Kees Tol            | Sven De Ridder     |
| Will Ferrell       | Lord Business / President Busniness (stem) Finns vader ("The Man Upstairs") | Business is bestuursvoorzitter van de Octan Corporation. Finns vader (ook aangeduid als "The Man Upstairs") is een van de weinige live-action rollen. | Frans Limburg       | Ron Cornet         |
| Elizabeth Banks    | Lucy / Wyldstyle (stem)                                                     | Master Builder. | Georgina Verbaan    | Ruth Beeckmans     |
| Will Arnett        | Bruce Wayne / Batman (stem)                                                 | Master Builder en tevens Wyldstyles vriendje. | Gerard Ekdom        | Manou Kersting     |
| Nick Offerman      | Metal Beard (NL: Metaal Baard) (stem)                                       | Piraat en beste vriend van Batman. | Just Meijer         | Peter Van De Velde |
| Alison Brie        | Uni-Kitty (stem)                                                            | Beste vriendin van Wyldstyle. | Pip Pellens         | Marie Vinck        |
| Charlie Day        | Benny (stem)                                                                | Astronaut en beste vriend van Emmet. | Florus van Rooijen  | Gene Thomas        |
| Liam Neeson        | Bad Cop / Good Cop (NL: Rot Agent / Top Agent) (stem) Pa Cop (stem)         | Politieman en handlanger van Business met een gespleten persoonlijkheid (zie Good Cop / Bad Cop). De vader van Bad Cop / Good Cop.                    | Leo Richardson      | Kürt Rogiers       |
| Morgan Freeman     | Vitruvius (stem)                                                            | Tovenaar en Master Builder. Hij is door Lord Business verblind.                                                                                       | Boet Schouwink      | Arnold Willems     |
| Channing Tatum     | Superman (stem)                                                             | Master Builder. | Levi van Kempen     |                    |
| Jonah Hill         | Hal Jordan / Green Lantern (stem)                                           | Master Builder. | Sander van der Poel | Jan Van Hecke      |
| Cobie Smulders     | Diana Prince / Wonder Woman (stem)                                          | Master Builder. | Tineke Blok         | Tine Embrechts     |
| Jadon Sand         | Finn                                                                        | Jongetje in wiens fantasie het hoofdverhaal zich afspeelt. Een van de weinige live-action rollen.                                                     | Valentijn Banga     | Remi De Smet       |
| Anthony Daniels    | C-3PO (stem)                                                                | | Rolf Koster         |                    |
| Billy Dee Williams | Lando Calrissian (stem)                                                     | | Huub Dikstaal       |                    |
| Keith Ferguson     | Han Solo (stem)                                                             | | Ewout Eggink        | Gene Thomas        |
| Shaquille O'Neal   | Lego-versie van zichzelf (stem)                                             | |                     |                    |
| Keegan-Michael Key | Foreman Jim (stem)                                                          | De voorman van het bouwvakkers bedrijf waar Emmet werkt.                                                                                              |                     |                    |
| Jake Johnson       | Barry (stem)                                                                | Een bouwvakker. |                     |                    |
| Dave Franco        | Wally (stem)                                                                | Een bouwvakker. |                     |                    |
| Melissa Sturm      | Gail (stem) Ma Cop (stem)                                                   | Een bouwvakker. De moeder van Good Cop / Bad Cop. |                     |                    |
| Todd Hansen        | Gandalf (stem)                                                              | Master Builder. |                     |                    |
| Jorma Taccone      | Shakespeare (stem)                                                          | Master Builder. | Edward Reekers      |                    |
| Chris McKay        | Larry de Barista (stem)                                                     | |                     |                    |
| Christopher Miller | Televisie Presentator (stem)                                                | |                     |                    |
| Chris Romano       | Joe (stem)                                                                  | |                     |                    |
| Graham Miller      | Duplo (stem)                                                                | | Merel Hunting       |                    |